# Fayza Ahmed
Fayza Ahmed (em árabe: فايزة أحمد; Sídon, 5 de dezembro de 1934 — Cairo, 24 de setembro de 1983) foi uma cantora sírio-egípcia árabe e atriz. Durante sua carreira, ela apareceu em seis filmes.

## Primórdios
Fayza Ahmed nasceu em 1932 em Sídon, Líbano, filho de pai sírio e mãe libanesa. Ela acabou tendo cinco filhos e nove netos.

## Morte
Fayza Ahmed morreu em 24 de setembro de 1983 no Cairo, depois de sofrer de Câncer.

## Filmografia
- Tamr Henna (1957). com Naima Akef, Ahmed Ramzy e Rushdy Abaza.